# Sphaeromeria martirensis
Sphaeromeria martirensis là một loài thực vật có hoa trong họ Cúc. Loài này được (Wiggins) "A.H.Holmgren, L.M.Shultz & Lowrey" miêu tả khoa học đầu tiên năm 1976.